# Сборник на Иван Попниколов
„Сборникът на Иван Попниколов“ е ръкописна книга с християнски проповеди, написана в края на XIX век в неврокопското село Тешово, тогава в Османската империя. Автор на книгата е учителят и свещеник Иван Попниколов. Ръкописът е анализиран и частично публикуван от езиковеда Кирил Мирчев в 1931 година и е ценен извор за неврокопския български говор.

## Описание
Сборникът има 726 страници, писани с гръцко скорописно писмо. При предаването му в София авторът Иван Попниколов поставя заглавие „Зборникъ или Душевна храна за единъ духовенъ пастиръ за назидание на свое-то духовно паство. Събрани и написани отъ разни Православни Христови проповедници и Отци на Православната-та Христова Църква. Написани тукъ трудомъ и прилежаниемъ на енорийския Тешовски свещеникъ Иванъ Попъ Николовъ изъ с. Тешово (Неврокопска Околия). С. Тешово 24. I. 1931.“ Сборникът има 59 слова – 38 неделни, 7 за празниците на разни светии, 4 надгробни, 1 за Светите Кирил и Методий и останалите на различни поучителни теми. Шест от словата са датирани в 1888, 1889 и 1890 година. Към всяко слово има мото с евангелски текст или на църковнославянски или на новобългарски, но и в двата случая с гръцки букви. Само седмото слово има гръцко заглавие и гръцко мото, но зачертани и поправени на български. Словата са подписани с инициалите на автора, като някои са на кирилица. Авторът познава добре кирилицата. От него има запазен кирилски ръкопис на неврокопско наречие – църковно цветниче от 1874 година.
Върху езика на Сборника има известно влияние книжовният български език. Авторът обаче отлично предава славянските звукове с гръцка графика и старателно се придържа към народната реч, което прави Сборника особено ценен извор за неврокопския говор.